# 詹姆斯維爾鎮區 (北卡羅萊納州馬丁縣)
詹姆斯維爾鎮區（英語：Jamesville Township）是位於美國北卡羅萊納州馬丁縣的一個鎮區。

## 地方資料
詹姆斯維爾鎮區的面積為163.42平方千米，皆為陸地。根據2020年美國人口普查的數據，當地共有人口2806人，而人口密度為每平方千米17.17人。